# Дебелоопашато галаго
Дебелоопашатото галаго още гигантско галаго (Otolemur crassicaudatus) е вид бозайник от семейство Галагови (Galagidae).

## Разпространение
Видът е разпространен в Бурунди, Демократична република Конго, Замбия, Зимбабве, Кения, Малави, Мозамбик, Руанда, Свазиленд, Танзания и Южна Африка.